# Yeni Qaradolaq
Yeni Qaradolaq è un comune dell'Azerbaigian situato nel distretto di Ağcabədi. Conta una popolazione di 2 282 abitanti.